# Pedro Sandoval
Pedro José Sandoval (Ciudad Bolívar, 12 de julio de 1964) es un artista hispanovenezolano afincado en Madrid, España. Su trayectoria artística le ha llevado a experimentar e investigar distintos estilos y movimientos, aunque su nombre se asocia principalmente al neoexpresionismo abstracto.

## Inicios
Siendo el mayor de seis hermanos, Pedro Sandoval creció en un entorno en el que todas las disciplinas artísticas fueron siempre reconocidas y respetadas. Desde su infancia, artistas como Jesús Rafael Soto, Alirio Palacios o Régulo Pérez formaron parte del círculo de amistades familiares. Cuando contaba con seis años, Sofía Imber Barú, quien a la postre se convertiría en fundadora y directora del Museo de Arte Contemporáneo de Caracas, se percató de sus cualidades artísticas y lo escogió como candidato al premio "Young Master of the World" que se celebró en Osaka, Japón, galardón con el que finalmente se alzó.

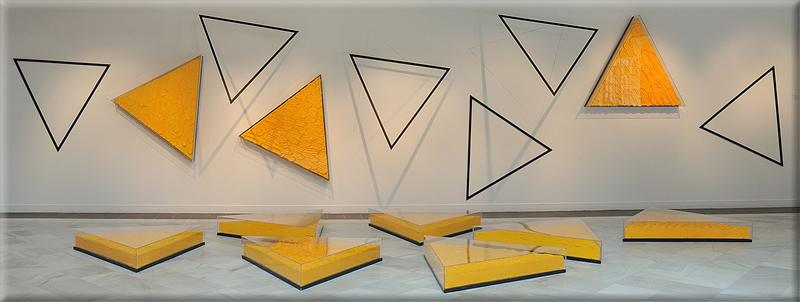
"Paisaje Urbano I" (Serie Metro). Ensamblaje mixto con tela, madera y plexiglass compuesto por 10 módulos de 140x140 cm. (2007-2008)

Posteriormente cursó estudios en la Escuela de Artes Visuales Cristóbal Rojas, donde comenzó su formación oficial de la mano de maestros como Isabel Kurt y Roberto González, desarrollando sus habilidades en distintas disciplinas artísticas como la pintura, el diseño, el dibujo y la orfebrería. Cuando contaba con trece años de edad, realizó su primera exposición individual en la galería "Arte Actual" de Caracas, repitiendo de nuevo en la capital venezolana al año siguiente, en esta ocasión en la "Galería Cinco".

## Evolución artística

### Etapa figurativa
Durante su etapa figurativa, periodo comprendido entre su niñez y mediados de la década de 1980, los trabajos del artistas giraron en torno a la figuración onírica, aunque también desarrolló otros géneros pictóricos como el bodegón o los paisajes. En este periodo continuó su formación junto a maestros venezolanos como el pintor y muralista Oswaldo Vigas, los pintores y grabadores Adonay Duque y Edgar Sánchez (este último también dibujante) y el pintor, dibujante y escenógrafo Jacobo Borges.

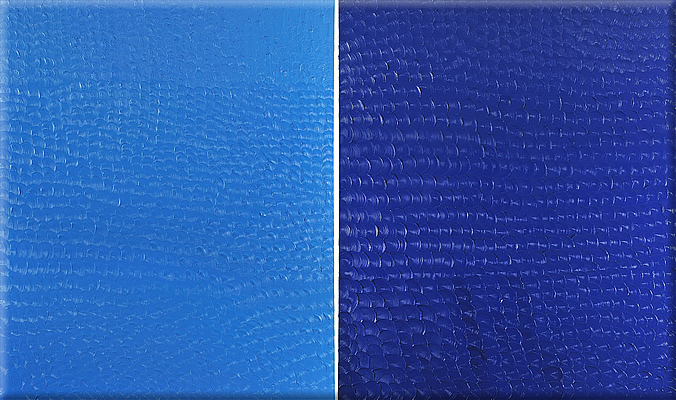
"Big Bang Blue" (Serie Metro). Óleo sobre lino. 193x386 cm (2007-2008).

### Etapa abstracta
A mediados de la década de 1980 los trabajos del artista evolucionaron y se adentraron en una nueva etapa en la que la abstracción comenzó a cobrar mayor peso, en ocasiones entremezclándose con la figuración, como ocurre en Tauromaquia, serie de obras que desarrolló a principios de la década del 2000, cuando decidió abandonar Venezuela y asentarse en Madrid, España. Hasta entonces, Sandoval había centrado sus estudios e investigaciones en el trabajo de las figuras más notables de la Escuela de Nueva York. En las obras del pintor se puede percibir la influencia de artistas como Hans Hofmann (1880-1966), creador de la técnica push and pull, que le que permitió dar sensación de profundidad y movimiento sobre una base plana, o de Clyfford Still (1904-1980) y Barnett Newman (1905-1970), destacados exponentes de la pintura de campos de color, la versión más abstracta del expresionismo en la que las superficies se saturaban de color. También la mano de Jackson Pollock (1912-1956), símbolo por antonomasia del action painting se ha hecho notar sobre los trabajos del pintor, así como las de Ad Reinhardt (1913-1967), uno de los padres del arte conceptual y la pintura minimalista o la de Cy Twombly (1928-2011), que en su obra convirtió la escritura y la pintura en una misma cosa. Este último, así como varios de los artistas citados, han sido homenajeados en muchas ocasiones por el pintor en sus obras.

### Etapa neoexpresionista
Desde su nuevo asentamiento en Madrid, Pedro Sandoval convirtió Berlín en su segundo lugar de residencia. En la ciudad alemana trabajó con quienes Wolfgang Becker denominó los Nuevos Salvajes, término que acuñó para referirse a los artistas más notorios del neoexpresionismo alemán, entre los destacaban personajes como Sigmar Polke (1941-2010), Georg Baselitz (1938) o Anselm Kiefer (1945). El creciente interés por las vanguardias de principios del siglo XX, condujeron a Sandoval hacia lo que se considera su etapa neoexpresionista, un periodo marcado por el intento de fusionar lo conocido y lo nuevo e intentar superar, de ese modo, los límites impuestos por el expresionismo abstracto estadounidense, en cuyas fuentes y técnicas el propio artista reconoce sus bases.

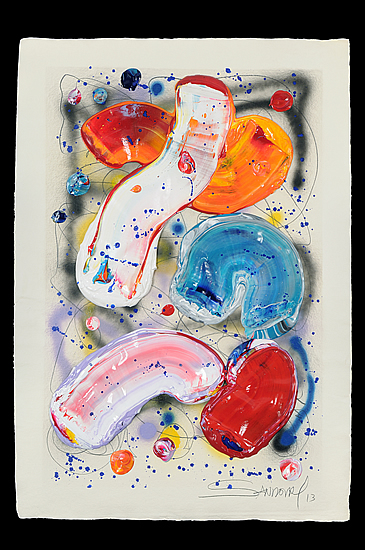
"Butterfly II" (Serie Ave Fénix). Técnica mixta sobre lino. 145x95 cm (2014)

## Colaboraciones
Sandoval ha colaborado en varias ocasiones con la diseñadora de moda María Lafuente que ha empleado tejidos para sus creaciones decoradas por el artista.
En septiembre de 2010 trasladó a algunas de las piezas de la diseñadora el neoexpresionismo abstracto de sus lienzos en una action-painting realizada en el propio estudio del autor y preparó un lienzo de 13 por 8,5 metros de tonos rojizos, negros y grises para el escenario del desfile en la 52 edición de la Cibeles Madrid Fashion Week en la que la diseñadora presentó la colección "SCHA".

## Reconocimientos
En febrero de 2016 el artista recibió la Medalla de Oro a la Excelencia del Grupo Pro Arte y Cultura. Madrid, España.
En el año 2015 recibió la medalla de oro Lorenzo il Magnifico por el tríptico de gran formato New York City Lights, trabajo perteneciente a la serie Chromodinamic, que fue elegida como mejor obra en la categoría Mixed Media de la X Bienal de Florencia. Florencia, Italia.

## Exposiciones más recientes
Entre las más recientes exposiciones individuales del artista se encuentra la llevada a cabo en la Casa de Vacas de Madrid durante el mes de abril de 2017 bajo el nombre Pasión por el Color en la que fueron mostradas a los visitantes 34 de las, por entonces, más recientes obras del pintor. El espacio escogido para llevar a cabo la muestra había sido empleado anteriormente por el artista que, en 2009, llevó a cabo la exposición Reverberaciones Cromáticas.